# 荃灣千色匯

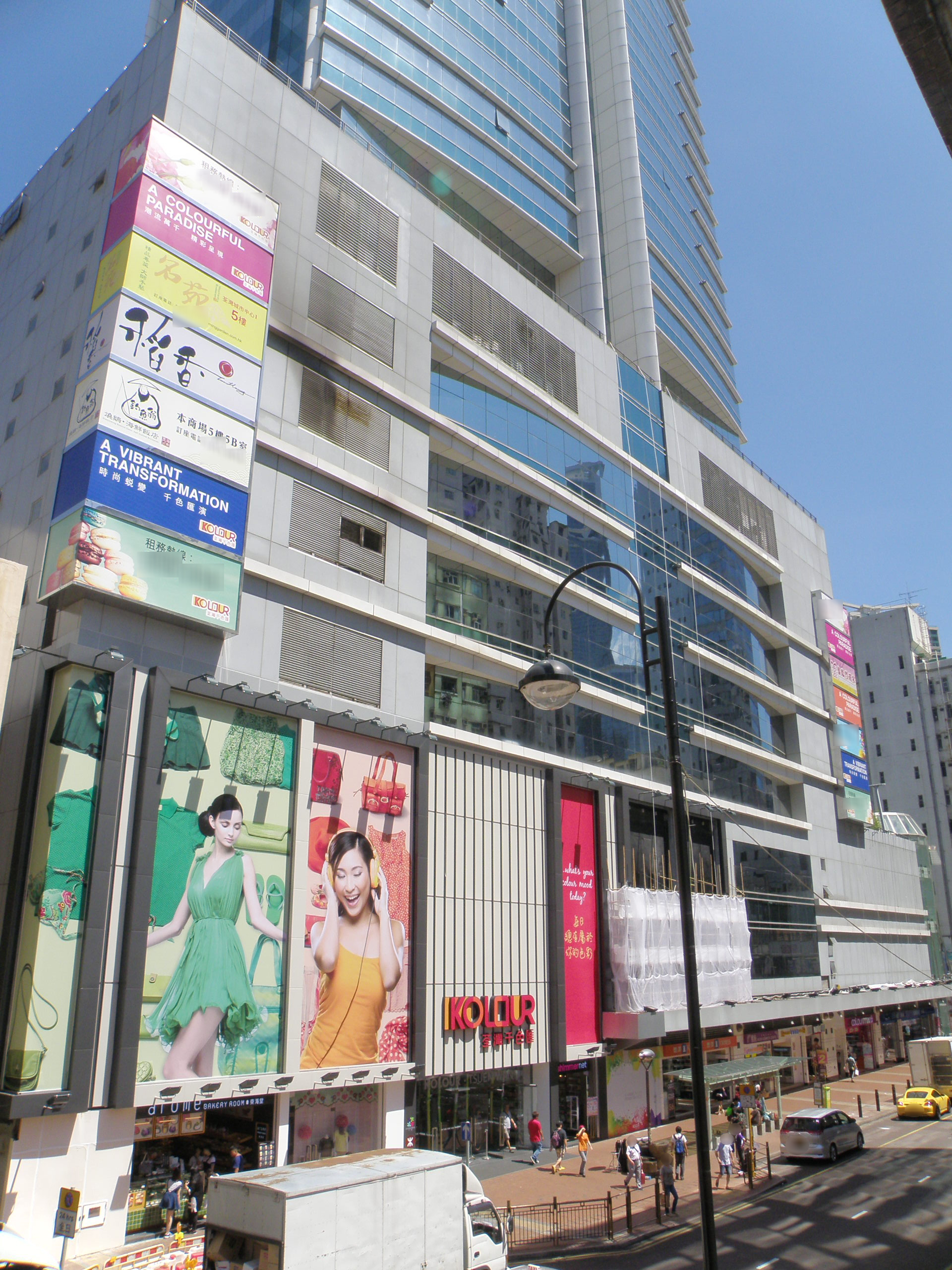
千色匯I基座

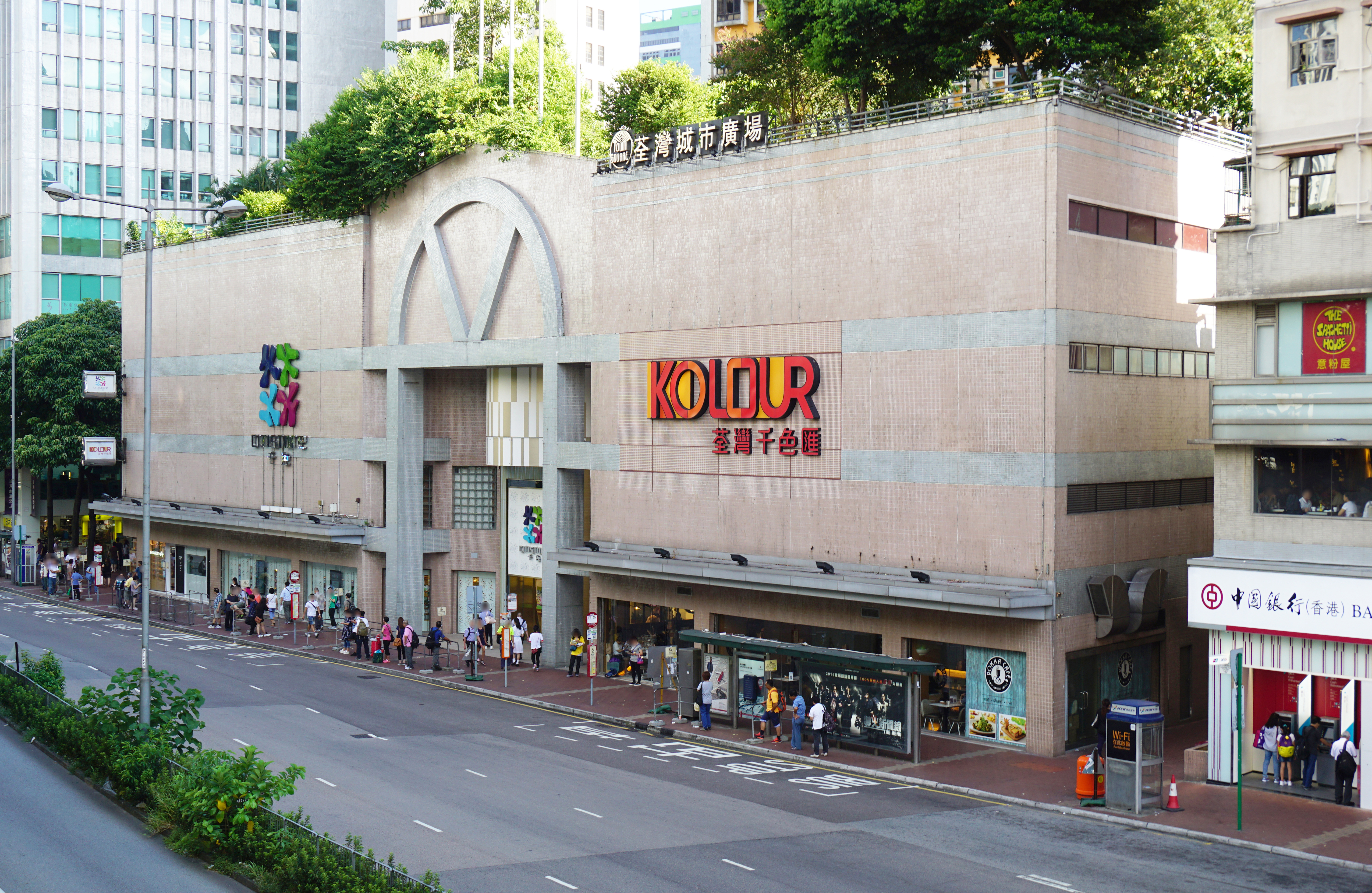
千色匯II基座

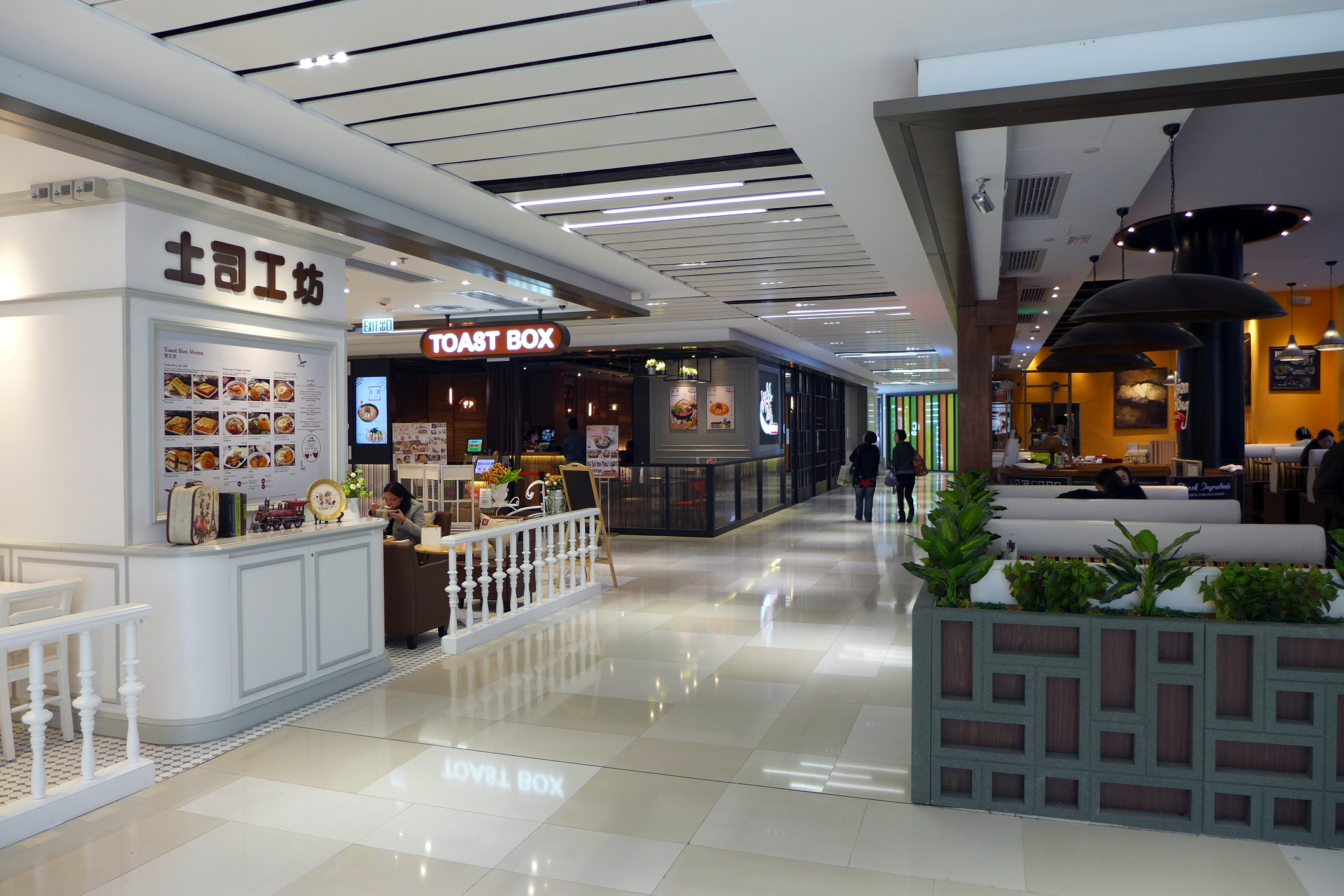
商場一期3樓食肆

荃灣千色匯（英語：KOLOUR‧Tsuen Wan）、是香港新界荃灣的一個私人屋苑、商業大廈及商場，共分兩期，分別座落於眾安街及青山公路，由恆基兆業發展。項目前身為海壩村。

## 簡介
第1期及第2期商場總面積達33萬平方呎，並有行人天橋空調通道相連。第1期的基座上方為共24層的商業大廈；第2期的基座上方為有2幢樓高29層私人住宅，自設平台花園，於1989年11月入伙。商場最大的租客是恆基兆業旗下的千色Citistore，位於第2期，樓高3層。
值得一提，1期及2期的命名不是按落成年份排列的。「荃灣城市中心2期」先在1989年於青山公路旁建成，前身為荃灣戲院，而「荃灣城市中心1期」則在1996年才於眾安街落成。這是因為恒基兆業刻意將兩期名稱掉轉，在新一期落成後才改兩期名稱。其實，2期在1期落成前是稱「荃灣城市廣場」，到1期發展完成後兩年才合稱「荃灣城市中心」。不過，由於「荃灣城市中心」的稱號已使用一段時間，為加以區分便稱眾安街的商場為「荃灣城市中心1期」，原「荃灣城市廣場」則稱為「荃灣城市中心2期」。

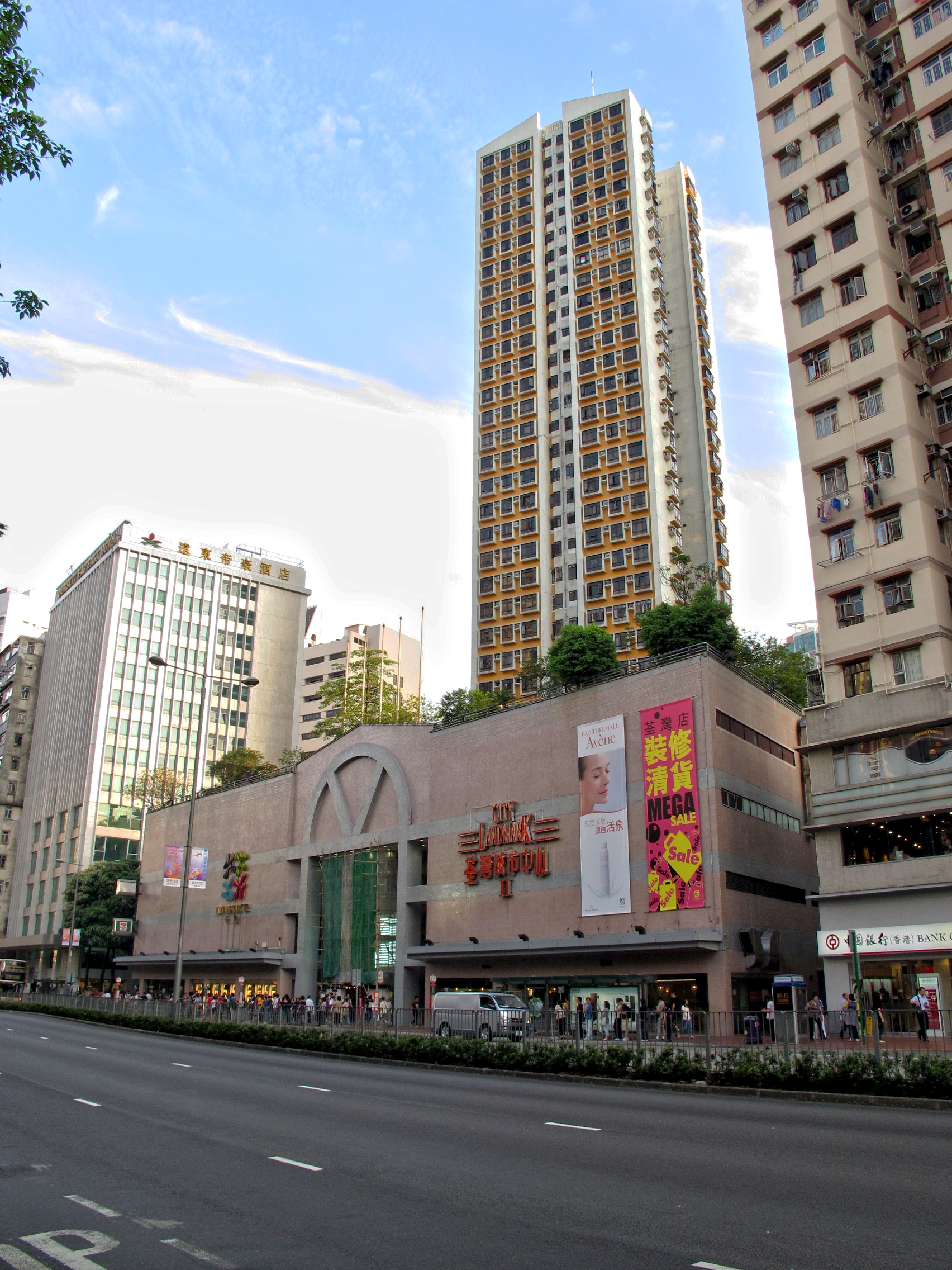
易名前的荃灣城市中心2期B座及基座
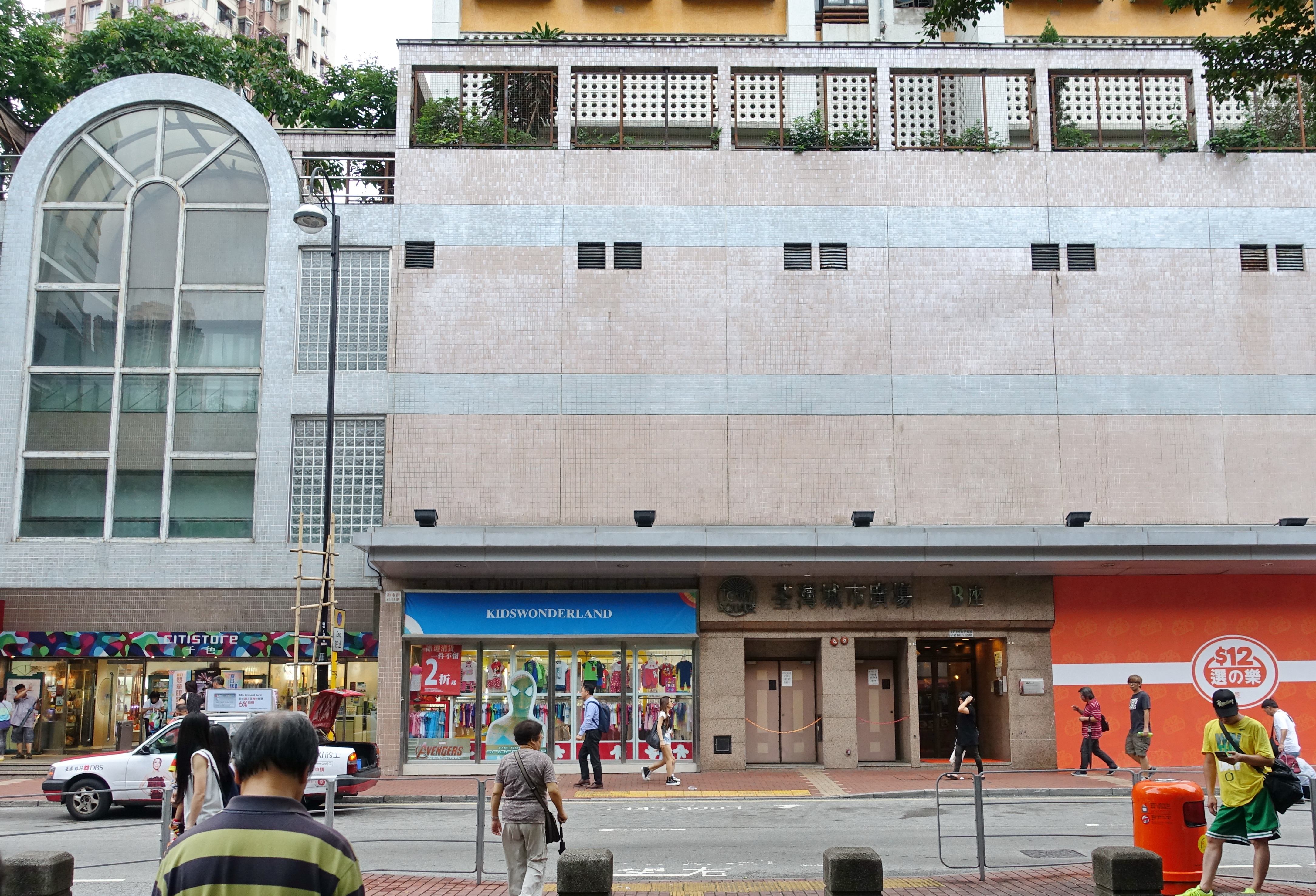
易名前的荃灣城市廣場B座入口
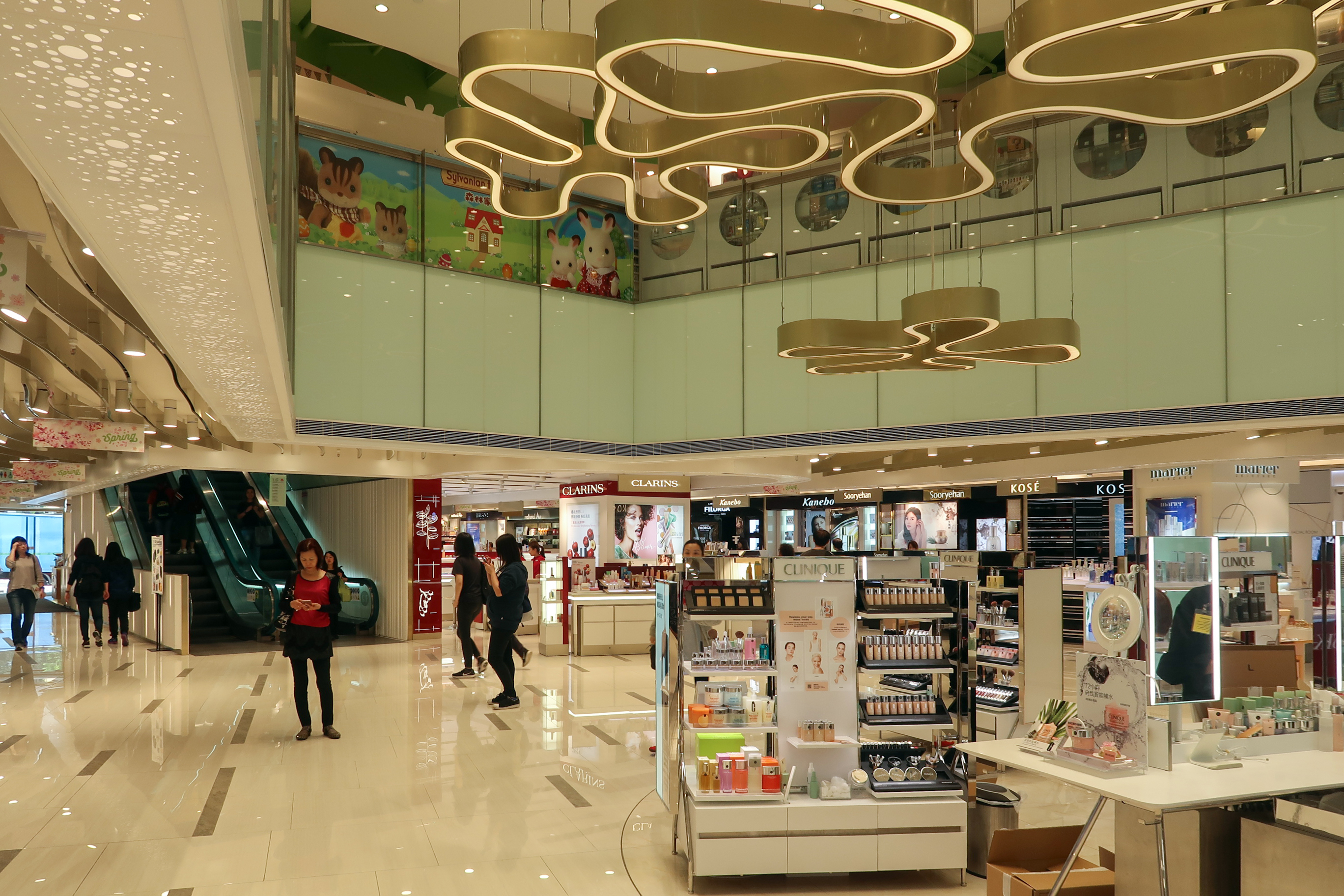
荃灣千色匯II的千色Citistore

## 翻新工程
2013年11月起，第1期商場正開始進行全面翻新工程。到2014年7月1日，商場3樓寫字樓升降機新大堂正式啟用。同年第二季度開始，1期商場之地下、1樓和2樓有部份區域已經進行全面翻新工程。
2015年1月起，商場以「時尚蛻變、千色匯演」作為全面革新之口號。商場其後改名為荃灣千色匯。

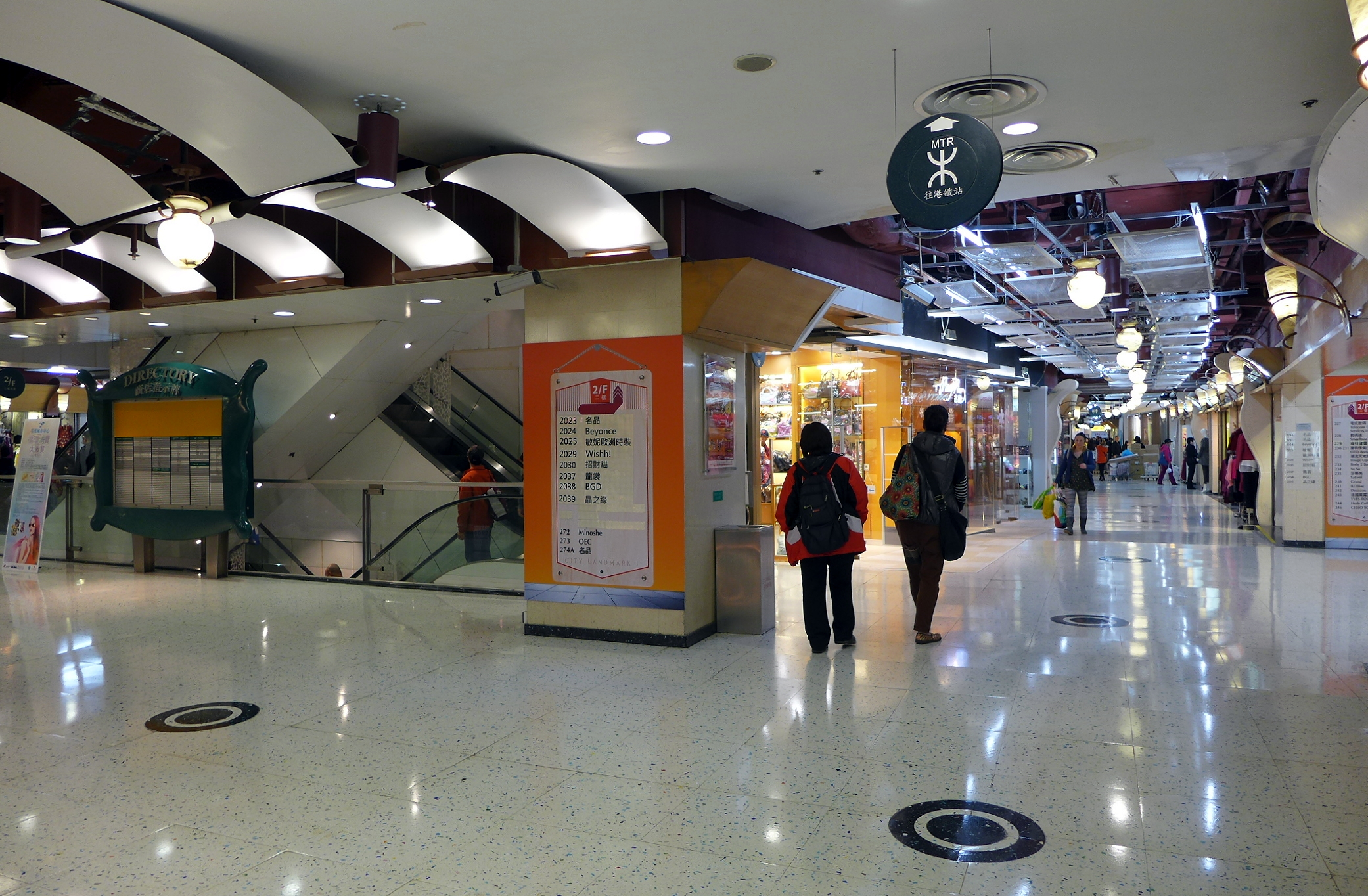
商場一期內貌（2015年）
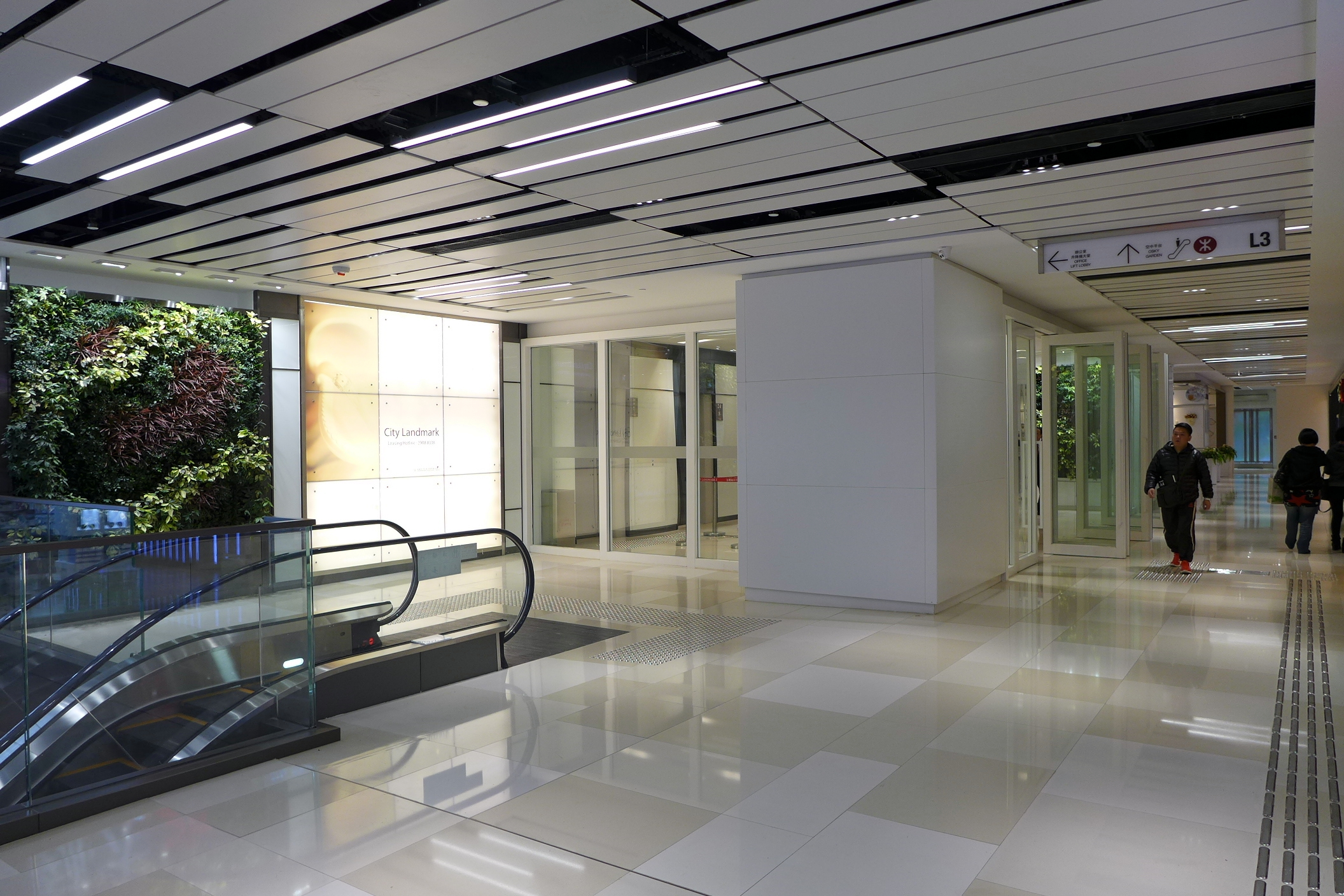
商場一期寫字樓大堂
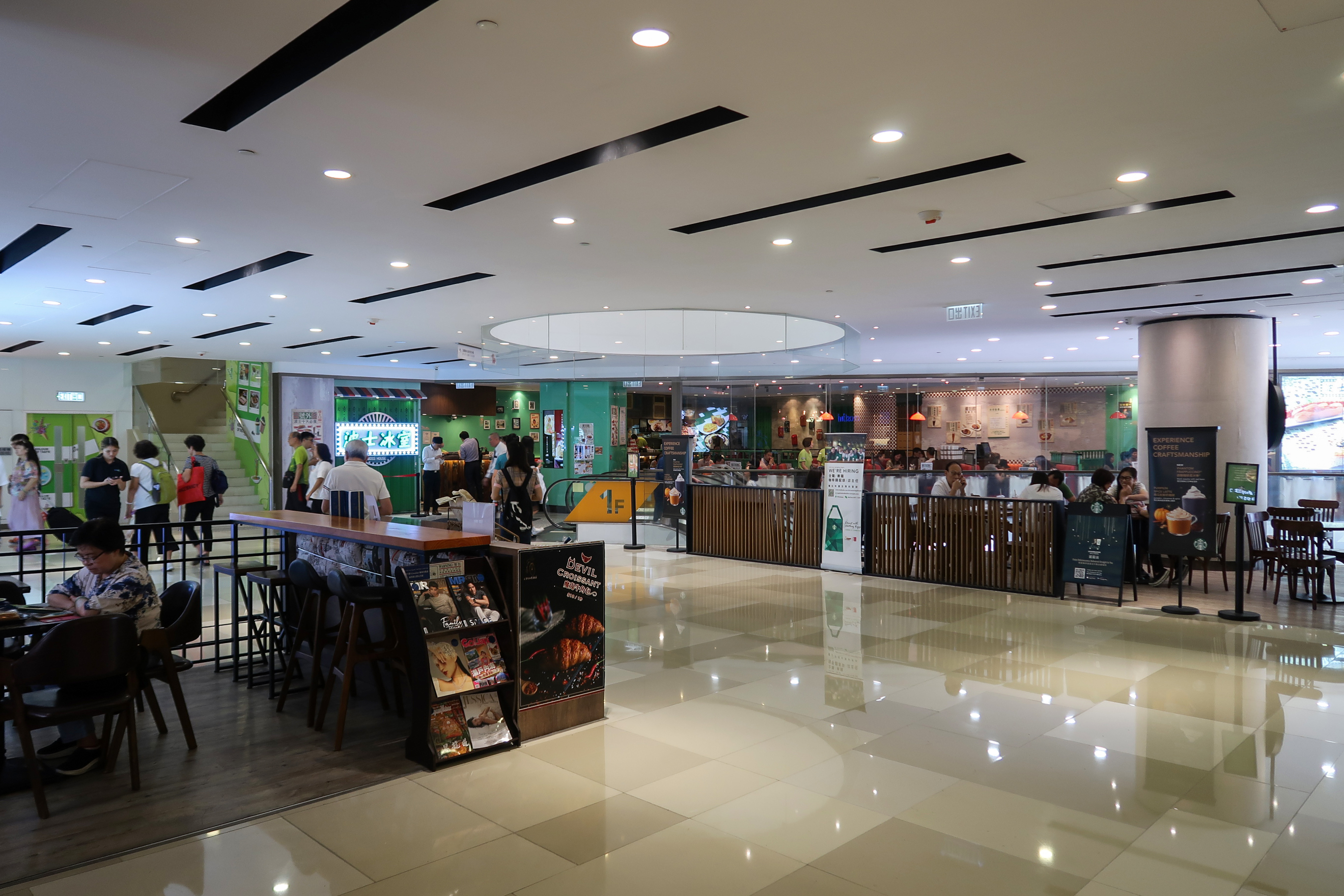
商場一期1樓商店（2019年）
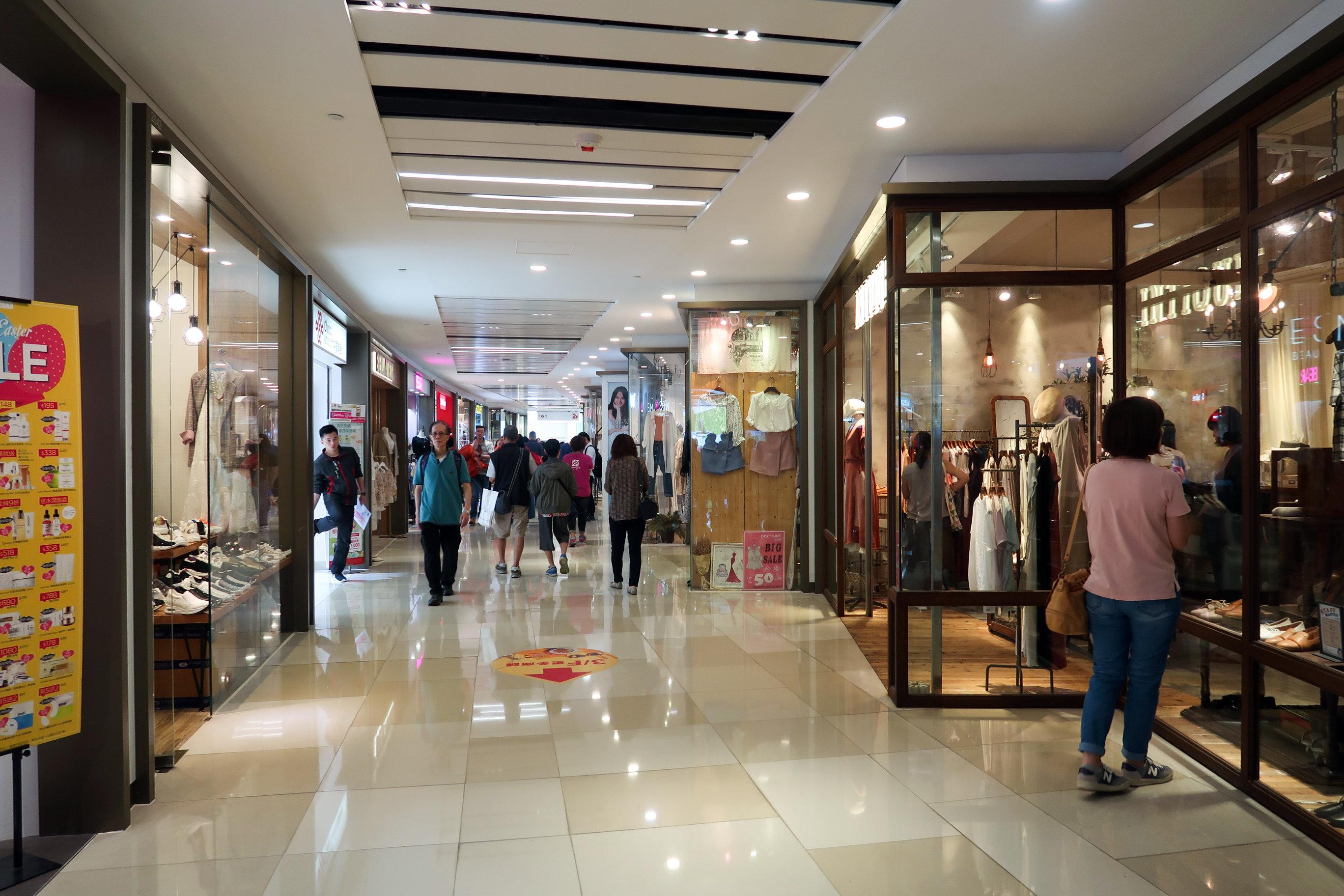
商場一期2樓商店（2019年）
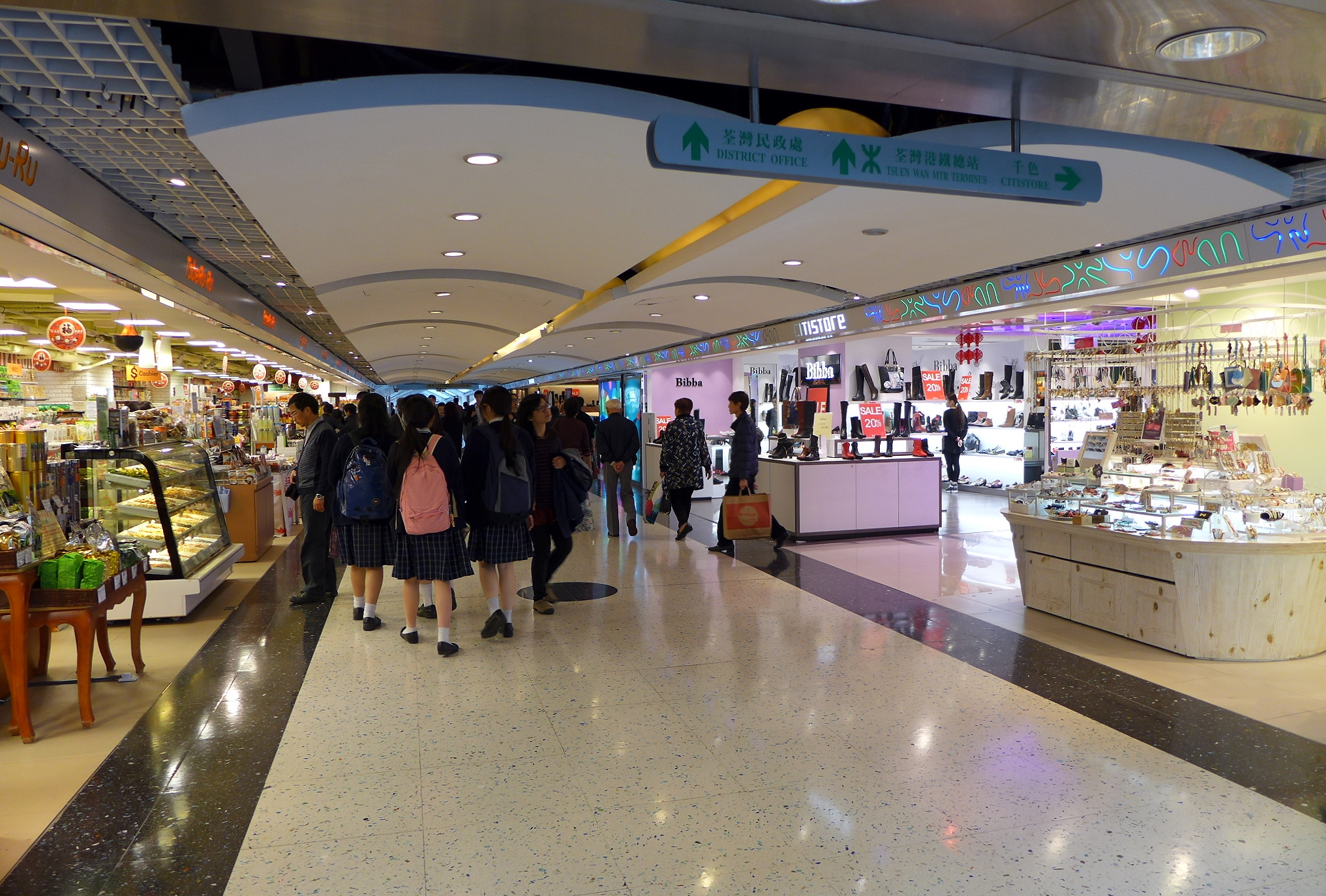
商場二期內貌（2015年）

## 鄰近
- 荃灣街市
- 賽馬會德華公園
- 遠東絲麗酒店
- 仁濟醫院
- 悅來酒店
- 三棟屋博物館
- 港鐵荃灣站
- 荃豐中心
- 華都中心
- 荃灣政務署
- 遠東銀行大廈

## 停車場
荃灣千色匯時租停車場由2014年4月28日起，只接受使用八達通。於荃灣千色匯消費滿指定消費金額，可獲商場提供的免費泊車優惠。

## 另見
- 元朗千色匯

## 外部連結
- 官方网站